# Сетовка (Алтайский край)
Сетовка — село в Советском районе Алтайского края. Административный центр и единственный населённый пункт Сетовского сельсовета.

## История
Основано в 1700 году. В 1928 году село состояло из 763 хозяйств, основное население — украинцы. В административном отношении являлось центром Сетовского сельсовета Алтайского района Бийского округа Сибирского края.

## Население
| 1926  | 1997  | 1998  | 1999  | 2000  | 2001  |
| ----- | ----- | ----- | ----- | ----- | ----- |
| 5113  | ↘1207 | ↘1186 | ↘1155 | ↗1168 | ↘1155 |
| 2002  | 2003  | 2004  | 2005  | 2006  | 2007  |
| ↘1150 | ↘1124 | ↘1108 | ↘1076 | ↘1069 | ↘1063 |
| 2008  | 2009  | 2010  | 2011  | 2012  | 2013  |
| ↗1071 | ↗1083 | ↘1005 | ↘1001 | ↗1003 | ↘992  |
| 2014  | 2015  | 2016  | 2017  | 2018  | 2019  |
| ↗1013 | ↗1018 | ↘1004 | ↘996  | ↘984  | ↗989  |
| 2020  | 2021  |       |       |       |       |
| ↘978  | ↘948  |       |       |       |       |

### Национальный состав
Согласно результатам переписи 2002 года, в национальной структуре населения русские составляли 95 %.

## Улицы
| - ул. Береговая, - ул. Бурановская, - пер. Горный, - пер. Дальний, - ул. Заречная, | - ул. Зелёная, - ул. Иркутская, - ул. Луговая, - ул. Новая, - пер. Пожарный, | - пер. Садовый, - ул. Северная, - ул. Советская, - пер. Центральный. |

## Известные уроженцы
- Заикин, Трифон Григорьевич (1910—1983) — советский архитектор[15][16].
- Лапшин, Михаил Иванович (1934—2006) — российский государственный и политический деятель.